# Elicrano
Elicrano (in greco antico: Ἑλίκρανον?) è stata un'antica città dell'Epiro. La città, citata dal solo Polibio come degli Epiroti, è stata circondata da una cinta di circa 900 m di circonferenza.